# 何家銘
何家銘（英語：Tomy Ho Ka Meng，1994年7月14日—），澳門男歌手及音樂人，現為男子組合MATCH成員，並主力在香港發展。

## 簡歷
何家銘先後為樂隊Catalyser主音及組合SUNSET OR RISE成員，其後亦為樂壇已死大合唱團成員之一，單飛發展的Tomy跟多個音樂單位合作過，包括COLLAR、柳應廷、Supper Moment、陳健安、張景淳及菊梓喬等。
何家銘亦推出個人作品，包括《生存模式研究所》、《我為誰快樂》等。
2023年，何家銘參加ViuTV選秀節目《全民造星V》，晉身40強。賽後與其他四名參賽者，包括Maico、Aaron Bosco、Carson及宇軒組成男子組合MATCH出道。
2025年2月，何家銘與Mexca Mak（麥鏇璧）及Samson Ling（甯浩基）在加拿大烈治文山Kaleido 舉辦《CARPE DIEM 活在當下》演唱會。

## 音樂作品

### 單曲
| 推出日期 | 曲目             | 作曲                            | 填詞                     | 編曲                                                 | 監製                        | 備註               |
| 2015年   |                  |                                 |                          |                                                      |                             |                    |
| 11月24日 | 阿愁             | 何家銘                          | 何家銘                   | 曾慶欣                                               | -                           |                    |
| 2017年   |                  |                                 |                          |                                                      |                             |                    |
| 6月7日   | 差一點           | 黃德江                          | 何家銘                   | 曾慶欣                                               | 鍾志榮                      |                    |
| 2020年   |                  |                                 |                          |                                                      |                             |                    |
| 7月6日   | 我為誰快樂       | 甯浩基                          | 曰云                     | Enoch Cheng／Fing／Goo Chan／Logout Fan／Adrian Chan | 麥鏇璧／甯浩基／Adrian Chan |                    |
| 2021年   |                  |                                 |                          |                                                      |                             |                    |
| 3月19日  | 生存模式研究所   | 何家銘／Logout Fan／Adrian Chan | 陳智霖                   | TonYnoT／Adrian Chan                                 | Adrian Chan                 |                    |
| 6月18日  | 自救             | 何家銘                          | 何家銘／曰云             | Perry Lau                                            | 麥鏇璧／甯浩基／Adrian Chan |                    |
| 2022年   |                  |                                 |                          |                                                      |                             |                    |
| 4月8日   | 同呼同吸         | 何家銘／TonYnoT                 | 陳智霖                   | TonYnoT                                              | 何家銘／TonYnoT／麥鏇璧     | Featuring TonYnoT  |
| 8月10日  | 旋轉髮廊         | 何家銘                          | 陳智霖                   | Crotus Chan                                          | 何家銘／麥鏇璧／甯浩基      |                    |
| 2023年   |                  |                                 |                          |                                                      |                             |                    |
| 10月17日 | 聽日先吖 Tmr Sin | 何家銘                          | Oscar (Rap詞： CotaBoii) | 何家銘                                               | 何家銘／麥鏇璧              | Featuring CotaBoii |
| 2025年   |                  |                                 |                          |                                                      |                             |                    |
| 2月28日  | 混亂人生         | 何家銘                          | 曰云                     | 何家銘／Abby Wong                                    | 何家銘／麥鏇璧              |                    |
| 6月3日   | 愛就這麼多       | 何家銘                          | 雷振耀                   | 何家銘／曾慶欣                                       | 何家銘／雷振耀              | 與雷振耀合唱       |
| 6月18日  | 天光先算         | 何家銘                          | 陳智霖                   | 何家銘／Abby Wong                                    | 何家銘／麥鏇璧              |                    |

- 樂壇已死 - 吳林峰、樂壇已死大合唱團（何家銘、康志維、林善麟、鍾舒祺、SENZA A Cappella、雷同二友、柳應廷）

### 派台歌曲成績
| 派台歌曲成績（五台） | 派台歌曲成績（五台） | 派台歌曲成績（五台） | 派台歌曲成績（五台） | 派台歌曲成績（五台） | 派台歌曲成績（五台） | 派台歌曲成績（五台） | 派台歌曲成績（五台）             |
| -------------------- | -------------------- | -------------------- | -------------------- | -------------------- | -------------------- | -------------------- | -------------------------------- |
| 唱片                 | 歌曲                 | 903                  | RTHK                 | 997                  | TVB                  | ViuTV                | 備註                             |
| 2020年               |                      |                      |                      |                      |                      |                      |                                  |
|                      | 我為誰快樂           | -                    | -                    | -                    | -                    | -                    |                                  |
| 2021年               |                      |                      |                      |                      |                      |                      |                                  |
|                      | 生存模式研究所       | -                    | 14                   | -                    | -                    | -                    |                                  |
|                      | 自救                 | -                    | -                    | -                    | -                    | -                    |                                  |
| 2022年               |                      |                      |                      |                      |                      |                      |                                  |
|                      | 同呼同吸             | -                    | -                    | -                    | -                    | -                    | Featuring TonYnoT                |
|                      | 旋轉髮廊             | -                    | -                    | 5                    | -                    | -                    |                                  |
| 2023年               |                      |                      |                      |                      |                      |                      |                                  |
|                      | 聽日先吖             | -                    | -                    | -                    | -                    | -                    | Featuring CotaBoii               |
| 2025年               |                      |                      |                      |                      |                      |                      |                                  |
|                      | 混亂人生             | -                    | -                    | 3                    | -                    | -                    |                                  |
|                      | 愛就這麼多（國）     | -                    | -                    | -                    | -                    | -                    | 與雷振耀合唱 新城國語力排行榜：2 |
|                      | 天光先算             | -                    | -                    | -                    | -                    | -                    |                                  |

| 903 | RTHK | 997 | TVB | ViuTV | 備註              |
| 0   | 0    | 0   | 0   | 0     | 五台冠軍歌總數：0 |

- （*）仍在榜上
- （-）未能上榜
- （×）沒有派往該台

## 創作作品
2013年
- Catalyser - 童年童話（曲、詞、編）
- Catalyser - 小加珈（曲、詞、編）
- 澳門視障人士權益促進會 Feat. Tomy Ho - 無處可逃（曲、詞）

2014年
- Catalyser - 倒模人生（曲、詞、編、監）
- 李曉慧 - 想說（編）
- 何城軒 李曉慧 沈柏彤 歐陽兆樺 雷諾文 林詩涵 楊斯佳 - 敢夢‧敢不同（編）
- 楊智遠 - 樂土（編）
- Catalyser - 態度（曲、詞、編、監）

2015年
- 我城故事音樂劇 - 明爭暗鬥（詞）
- 澳門歌手 - 大同（曲、詞）
- 廖淇勛 - 平凡人（曲、詞、編、監）
- Willy Tjen ft. 百強 - 24秒（編）
- 李曉慧 - 破曉之前（編）
- Queena - 盒子（詞）

2016年
- 楊智遠 - 思考藝術（編）
- 楊智遠 - 我寫了很多字，卻得不到一個人（編）
- 楊智遠 - Scratch（編）
- 李永漢 - 迴紋針（編）
- Catalyser - 催化劑（曲、詞、編、監）
- 趙崇灝 - 老朋友（編）
- 趙崇灝、李永漢 - 足夠了（曲、詞、編）
- 李曉慧 - 如何能重溫（編）
- JLMusic - 新一章（曲、編）
- 楊智遠 - 給自己（編）

2017年
- 劉卓軒 - 一吻解咒（編）
- 廖淇勛 - 春秋日月（曲、編、監）
- 陳啟和 - 親親好嗎（編）
- 欣蒨 - 重頭開始（曲、詞、監）

2018年
- 李永漢 - 人生起跑線（曲、詞、編）
- 趙崇灝、何城軒 - 共融（編）
- 段美玉 - 你的笑容（編）
- SUNSET OR RISE - YOU LOOK SO FINE（曲、詞、編、監）
- 澳門歌手 - 小城（曲、詞、編、監）
- SUNSET OR RISE - YOU NEVER KNOW（曲、詞、編、監）

2019年
- 陳國峰 - 大器未成（編）
- 李慧茵 - 二十（曲、編、監）
- 陳健安 - 以青春之名（編）
- SUNSET OR RISE - SUNSET OR RISE（曲、詞、編、監）
- SUNSET OR RISE - 2-Min（曲、詞）
- 麥嘉欣 - 逝（編）
- 浠彤 - 本相（編、監）

2020年
- 吳林峰 - 街燈（編、監）
- SUNSET OR RISE - I'm Flying Maid (feat. THE FLYING MAID) （曲、詞、編、監）
- 甯浩基 - 不散（編）
- 符家浚 - 一個毒男的自白 （編、監）
- 安俊豪 - 卡關達人（曲、編、監）
- 孫曉賢 - 如斯（監）
- 鄭世豪 - 只准你話我是傻（曲、編、監）
- 蘇家欣 - 一人行（曲、編、監)
- 符家浚 - FKT-150920 （編、監）
- 布志綸 - 見多一面（編）
- 吳啟釗 - 擔當的男人（編、監）
- 安俊豪 - Keyman（曲、編、監）
- 符家浚 - 甜歌（編、監）

2021年
- 安俊豪 - 士多啤梨蘋果橙(音樂永續作品) （編）
- 李妍 - 這世代（編、監）
- 蘇家欣 - 和你一樣孤獨（曲、編、監）
- 李俙嬈 - 話 CYBERBULLY（編、監）
- 甄采浠 - 錫晒你(音樂永續作品)（編）
- 甄采浠 - 幫緊你！幫緊你！（曲、編、監）
- 李妍 - 佛系女孩（編、監）
- 孫儀凌 - 感官旅程（曲、編、監）
- 安俊豪 - 可以呀（曲、編、監）
- 浠彤 - 尼格羅尼（編、監）
- 蘇家欣 - 真相未白（曲、編、監）
- 孫曉賢 - 無名故事（編）
- 安俊豪 - 失蹤72小時（編、監）
- 楊凱晴 - 不再猶豫（編）

2022年
- 馬檇鏗 & 張天穎 - EYES ON YOU (Acoustic Version)（編、監）
- 浠彤 - 成為微風吧（編、監）
- COLLAR - Never-never Land（編）
- 嘆佬 No Time - 微溫（編、監）
- 黎展峯 - 跳（曲、編）
- 崔碧珈 - Get it Right（曲、編）
- 柳應廷 - 自毀的程序（曲）
- 劉蘊晴 feat. Justin @石裂符 - 女死女還在 2.0
- 余宗遙 - 平行線上（編）
- 浠彤 - 唔該一支梳打水（監）
- 黎展峯 - To go（曲、編）

2023年
- 嘆佬 No Time feat. 阿左 - 一天·月滿版（編、監）
- 蘇家欣 - 二人新世界（編、監）
- 冼靖峰 - BUG FIX（曲、編）
- 李永漢、趙崇灝 - 拾·夢記（曲）
- MATCH - 致未來的我們（重編、監）
- 梁釗峰 - 愛情難以許可我們回到當初 (1717)（曲）
- Ashia feat. Ghost Style - Movin'On（編）
- 黃汛一 - 星座能（編）
- MATCH - 致未來的你們（重編）
- 許廷鏗 - 不要忘記沿途風景（曲）

2024年
- 鄭仲豪 - 門檻（編、監）
- 陳鴻翔 Mark Chan - Sunset（編、監）
- 梁釗峰 - 遺憾與遺憾的一切（曲）
- 李俙嬈 - 一派謠言（曲、編、監）
- MATCH - Do You Mind（曲、編、監）
- 羅振峰 - 床下的悲傷（曲、編、監）
- GE & Carson 李嘉俊 - I身I世（曲、編、監）
- MATCH - Mom I’d Like To…（曲、編、監）
- 李永漢 - 怎麼忽然一轉身（曲、編）
- MATCH - 尾班機（曲、編、監）
- 林倩甯 - Dear Boss（曲）
- 吳林峰 - 護級份子（編）
- 海淦清 - 汽水加冰（編）
- 嘆佬 No Time - 沒有你的一個晚上（編、監）
- MATCH - 就此封存我們（曲、編、監）
- 雷振耀 - 如果能幼稚點也挺好（編、監）

2025年
- 旨呈 Feat. 林溢欣 - 臣本布衣（編）
- MATCH - 老中青（曲、編、監）
- 甯浩基 - I Go to School by Bus（編）
- 李永漢 - 未知的烏托邦（曲、編）
- 郭澧羲 - 路人集結！（曲、編、監）

## 外部連結
- 何家銘的Instagram帳戶
- YouTube上的何家銘頻道